# Camilo Destruge
Camilo Destruge Illingworth (Guayaquil, 20 de octubre de 1863 - 26 de febrero de 1929) fue un historiador, periodista y cronista ecuatoriano. Fundó el Museo Municipal de Guayaquil, participando activamente en la política liberal, lo que lo llevó al exilio y la clandestinidad. De regreso, continuó su labor periodística. Tras un accidente, se dedicó intensamente a la investigación histórica, publicando su renombrado "Álbum Biográfico Ecuatoriano" y otros trabajos históricos. Fue director de la biblioteca municipal por 17 años, impulsando su crecimiento y la preservación de archivos. Reconocido como historiador del centenario de Guayaquil y Cronista Emérito, mantuvo una prolífica producción hasta su muerte en 1929.

## Biografía
Hijo legítimo del Dr. Alcides Destruge y Maitin, natural de Puerto Cabello, en Venezuela, médico, pensador y periodista, redactor principal de "El Rosicler" y "El Guayas" en 1871, gerente del Banco de Crédito Hipotecario en 1.872, director de la Sociedad Financiera "El Porvenir" en 1,874, colaborador en "Los Andes" y en las revistas del Banco de Crédito Hipotecario en 1.878 y en "El Álbum" en 1,880 y Cónsul General de Venezuela en Guayaquil, y de su primera esposa Carmen Illingworth Décima- Villa, guayaquileña. A Alcides Destruge dedicó Ricardo Palma su leyenda El Cristo de la Agonía.
Estudió en el colegio San Luis Gonzaga de los Hermanos Cristianos y el San Vicente del Guayas -actual Colegio Nacional Vicente Rocafuerte-, donde se graduó de bachiller en 1881. En 1879 fundó el museo industrial conocido actualmente como Museo Municipal de Guayaquil, y lo dirigió durante 17 años. Preocupado por la situación política de la época se enroló como soldado raso en el ejército regenerador que participó en la toma de Guayaquil del 9 de julio de 1883.
Sin embargo, su simpatía con el liberalismo ecuatoriano lo llevó a unirse a las fuerzas de Eloy Alfaro en 1882, participando en la toma de Guayaquil y posteriormente integrándose a la prensa liberal, donde fundó un semanario satírico y participó en conspiraciones contra el gobierno, lo que lo obligó a vivir en la clandestinidad como profesor. De regreso en Guayaquil en 1888, Destruge continuó su labor periodística bajo seudónimo y formó una numerosa familia. Un accidente en un incendio en 1890 le dejó una cojera permanente. En la década de 1890, colaboró en diversas publicaciones y saludó la revolución liberal de 1895. Continuó su carrera en el periodismo y la administración pública, ascendiendo en la inspección de telégrafos y regresando a Guayaquil como redactor principal de "El Tiempo".
A partir de 1903, Destruge se dedicó intensamente a la investigación histórica, publicando su magna obra "Álbum Biográfico Ecuatoriano" en cinco tomos, un clásico de la bibliografía nacional. También abordó temas históricos específicos como la expedición de Flores y el envenenamiento del Arzobispo Checa, generando debate y aportando claridad a sucesos pasados. Su labor como escritor se extendió a diversas publicaciones periódicas, utilizando varios seudónimos. En 1908, fue nombrado director de la biblioteca municipal, cargo que ocupó durante diecisiete años, realizando una labor en la organización y expansión del acervo documental. Impulsó la creación del Museo Municipal y rescató archivos históricos, catalogándolos y estudiándolos para enriquecer la historiografía ecuatoriana. Fundó el "Boletín de la Biblioteca" como un espacio para la difusión intelectual.

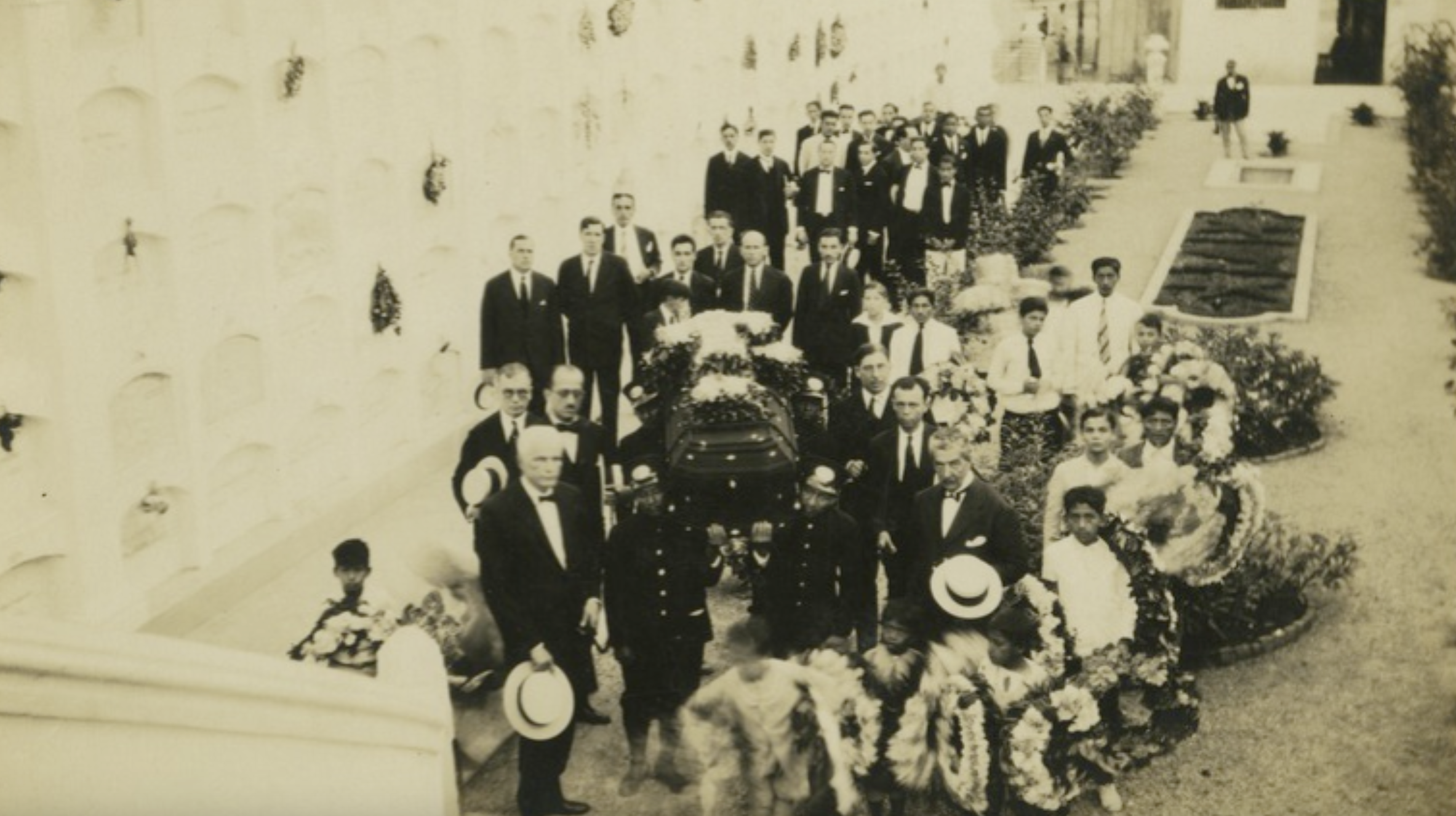
Entierro del historiador Camilo Destruge

En sus últimos años, Destruge continuó su prolífica producción histórica, destacándose su premiada "Historia de la Revolución de Octubre y Campaña Libertadora de 1820 – 22" y su biografía del General Febres Cordero. Fue reconocido como el historiador del centenario de la independencia de Guayaquil y nombrado Cronista Emérito de la ciudad. A pesar de su delicada salud, mantuvo una intensa actividad intelectual hasta su fallecimiento en 1929, dejando un legado invaluable para la historia y la cultura ecuatoriana. Trabajó y colaboró en El Telégrafo, Diario de Avisos, Los Andes, Guayaquil Artístico, La Nación, etcétera, del Puerto Principal y resto de la nación. Creó y dirigió periódicos, desempeñó cargos públicos, fue bombero voluntario y maestro de primaria. Murió el 26 de febrero de 1929, a partir de lo cual se llevó a cabo un sentido funeral con las personas cercanas a su vida. Una institución de estudios históricos, un colegio y una calle perpetúan su nombre.

## Legado
El legado de Destruge vive en sus instituciones que ayudó a fundar y los libros que dejó a la posteridad. Como ejemplo, fundó el Museo Municipal en 1879, sentando las bases de la museología local y dirigiéndolo por 17 años. A esto se suma su  "Álbum Biográfico Ecuatoriano" que es una referencia histórica importante de la vida en el siglo XIX. Su legado lo ha continuado Rodolfo Pérez Pimentel con su "Diccionario Biográfico de Ecuador". También contribuyó mucho a la historia con sus estudios sobre los discursos de Mejía en las Cortes de Cádiz, su libro Ecuador, estudios, relaciones y episodios históricos, o su historia de la Prensa en Guayaquil. Como director de la biblioteca municipal, enriqueció su acervo y fundó el "Boletín de la Biblioteca". Fue además un activo periodista, participó en varios periódicos y fundó un semanario satírico, reflejando su pensamiento liberal. Fue junto a Modesto Chávez, Francisco Campos Rivadeneira uno de los principales referentes culturales de Ecuador a finales del siglo XIX e inicios del XX.

## Obras

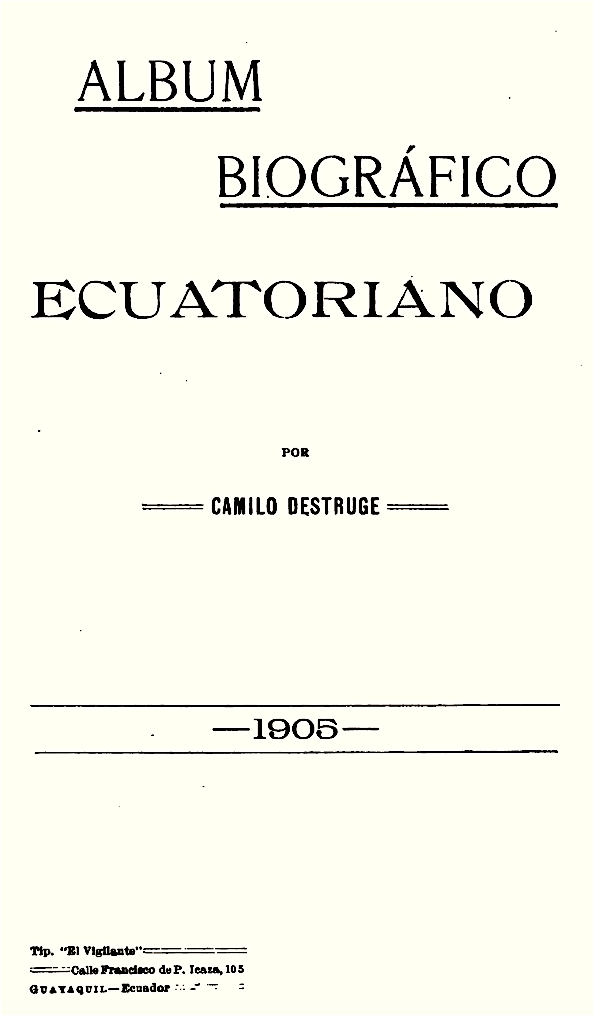
Album Biográfico Ecuatoriano en cinco tomos

### Historia
- La Carta del Gran Capitán (1895): 42 pp.
- Ecuador y el Perú en su cuestión de Límites (1899): 106 pp.
- Para la Historia, una sentencia del Tribunal de Cuentas de Guayaquil (1901)
- En honor de Vicente Rocafuerte: La instrucción Pública (1902)
- Álbum Biográfico Ecuatoriano (1903-1905): Tomo I (198 pp.), Tomo II (312 pp.), Tomo III (321 pp.), Tomo IV (216 pp.), Tomo V (194 pp.)
- El Ecuador. La Expedición de Flores. Proyectos de Monarquía americana. 1846-47 (1906): 55 pp.
- Cuestiones históricas. El envenenamiento del Arzobispo Checa, estudio documentado (1906): 76 pp.
- Ecuador, estudios, relaciones y episodios históricos (1907): 269 pp.[12]
- Discursos de Don José Mejía en las Cortes españolas de 1810 – 13 (1910): 128 pp. (Aparece como 1909 en una lista)
- Controversia histórica sobre la iniciativa de la Independencia americana. Ecuador (1910): 134 pp.[13]
- La Gran defensa de Guayaquil (1911)
- Historia del Cuerpo de Bomberos de Guayaquil (1913)
- Biografía del General Juan Illingworth (1913): 310 pp.
- Prontuario de Historia del Ecuador (1914): 65 pp.
- Cuestión Histórica – Entrevista de Bolívar y San Martín (1918): 59 pp.
- La Columna de Octubre, relación histórica del homenaje de Guayaquil a los próceres de la Independencia (1918)
- Historia de la Revolución de Octubre y Campaña Libertadora de 1820 – 22 (1920): 407 pp.
- Biografía del General don León de Febres – Cordero, Prócer de la independencia de Guayaquil y benemérito de la Emancipación americana (1920): 96 pp.
- Observaciones al Informe elevado al Ilustre Concejo Cantonal por los Sres. José Heleodoro Avilés y José Gabriel Pino Roca, miembros del Jurado de Obras Históricas para el Centenario (1920): 28 pp.
- Dña. Manuela Sáenz (1922): 16 pp.
- Centenario de la Escuela Naval de Guayaquil (1923): 10 pp.
- Guayaquil en la Campaña Libertadora del Perú (1924): 106 pp.
- Historia de la Prensa de Guayaquil Tomo I (1924): 198 pp.
- Historia de la Prensa de Guayaquil Tomo II (1925): 210 pp.
- Homenaje del I. Concejo Cantonal a Vicente Rocafuerte, con documentos (1925): 121 pp.
- Orígenes del Cuerpo de Bomberos de Guayaquil (1926): 9 pp.
- Ecuador – Perú. Dos centenarios. Combate de Malpelo. Agresión a Guayaquil. La defensa de la ciudad. Relaciones Históricas (1928): 53 pp.

- Tarqui (1929): (obra culminada pero no publicada al momento de su fallecimiento)

### Pedagogía
- Compendio para las escuelas y colegios de la República (1914): 97 pp.
- Diccionario Biográfico Escolar (1915): 95 pp. (Aparece como 1916 en una lista)

### Artículos
- La Medalla de Octubre (Boletín Biblioteca Municipal).
- El faro de Santa Clara.
- Un inventor ecuatoriano.
- El primer vapor ecuatoriano.
- Los primeros vapores del Pacífico.
- San Martín en Guayaquil.